# Хірон (гіпотетичний супутник)
Хірон — гіпотетичний супутник Сатурна, який нібито побачив Герман Гольдшмідт у 1861 році, однак згодом встановили, що такого супутника не існує.
У квітні 1861 року Герман Гольдшмідт оголосив про відкриття дев'ятого супутника Сатурна, який, за його словами, обертався між Титаном і Гіперіоном. Відкриття Гольдшмідта ніколи не було підтверджено, і Хірон більше ніколи не спостерігався.
У 1898 році Вільям Пікерінг відкрив Фебу, яка зараз вважається дев'ятим відкритим супутником Сатурна. Той саме Пікерінг в 1905 році вважав, що відкрив ще один супутник Сатурна, який, на його думку, обертався між Титаном і Гіперіоном. Він назвав цей новий супутник Фемідою. Феміду, як і Хірон, більше ніколи не бачили.
Пізніше ту ж назву отримав кентавр 2060 Хірон, відкритий у 1977 році.